# Villa Palpalá
Villa Palpalá is een plaats in het Argentijnse bestuurlijke gebied Palpalá in de provincie Jujuy. De plaats telt 8 inwoners.